# Vil'jar Loor
Vil'jar Valdurovič Loor (in russo Вильяр Валдурович Лоор?; in estone: Viljar Loor; Tartu, 1º ottobre 1953 – Tallinn, 22 marzo 2011) è stato un pallavolista sovietico.
Giocava nel ruolo di centrale.

## Carriera
La carriera di Vil'jar Loor inizia tra le file del Kalev Maardu. Nella stagione 1975 passando alla squadra dell'esercito, lo CSKA Mosca, con cui vince un campionato sovietico.
Nella stagione 1977 passa al Kalev Tallinn, con cui gioca per due stagioni prima di tornare al CSKA Mosca, con cui vincerà sette campionati sovietici, una Coppa dell'Unione Sovietica e una Coppa dei Campioni.
Nella stagione 1983-84 ritorna al Kalev Tallinn, con cui chiuderà la carriera la stagione successiva.
Dopo alcune vittorie con le selezioni giovanili sovietiche, con la nazionale maggiore ha vinto un oro alle Olimpiadi, due campionati mondiali, cinque campionati europei e due coppe del mondo.

## Palmarès

### Club
- Campionato sovietico: 8

1975, 1976, 1978, 1978-79, 1979-80, 1980-81, 1982
- Coppa dell'Unione Sovietica: 1

1982
- Coppa dei Campioni: 1

1981-82

### Nazionale (competizioni minori)
- Campionato europeo under 20 1971
- Campionato europeo under 20 1973
- Spartachiadi dei Popoli dell'Unione Sovietica 1983

### Premi individuali
- 1973 - Campionato sovietico: Incluso tra i 24 migliori pallavolisti dell'URSS
- 1974 - Campionato sovietico: Incluso tra i 24 migliori pallavolisti dell'URSS
- 1975 - Campionato sovietico: Incluso tra i 24 migliori pallavolisti dell'URSS
- 1976 - Campionato sovietico: Incluso tra i 24 migliori pallavolisti dell'URSS
- 1977 - Campionato sovietico: Incluso tra i 24 migliori pallavolisti dell'URSS
- 1978 - Campionato sovietico: Incluso tra i 24 migliori pallavolisti dell'URSS
- 1979 - Campionato sovietico: Incluso tra i 24 migliori pallavolisti dell'URSS
- 1980 - Campionato sovietico: Incluso tra i 24 migliori pallavolisti dell'URSS
- 1981 - Campionato sovietico: Incluso tra i 24 migliori pallavolisti dell'URSS
- 1982 - Campionato sovietico: Incluso tra i 24 migliori pallavolisti dell'URSS